# Condado de Gunnison
O Condado de Gunnison é um dos 64 condados do Estado americano do Colorado. A sede do condado é Gunnison, e sua maior cidade é Gunnison. O condado possui uma área de 8 443 km² (dos quais 54 km² estão cobertos por água), uma população de 13 956 habitantes, e uma densidade populacional de 2 hab/km² (segundo o censo nacional de 2000). O condado foi fundado em 1877.